# Электростатические машины

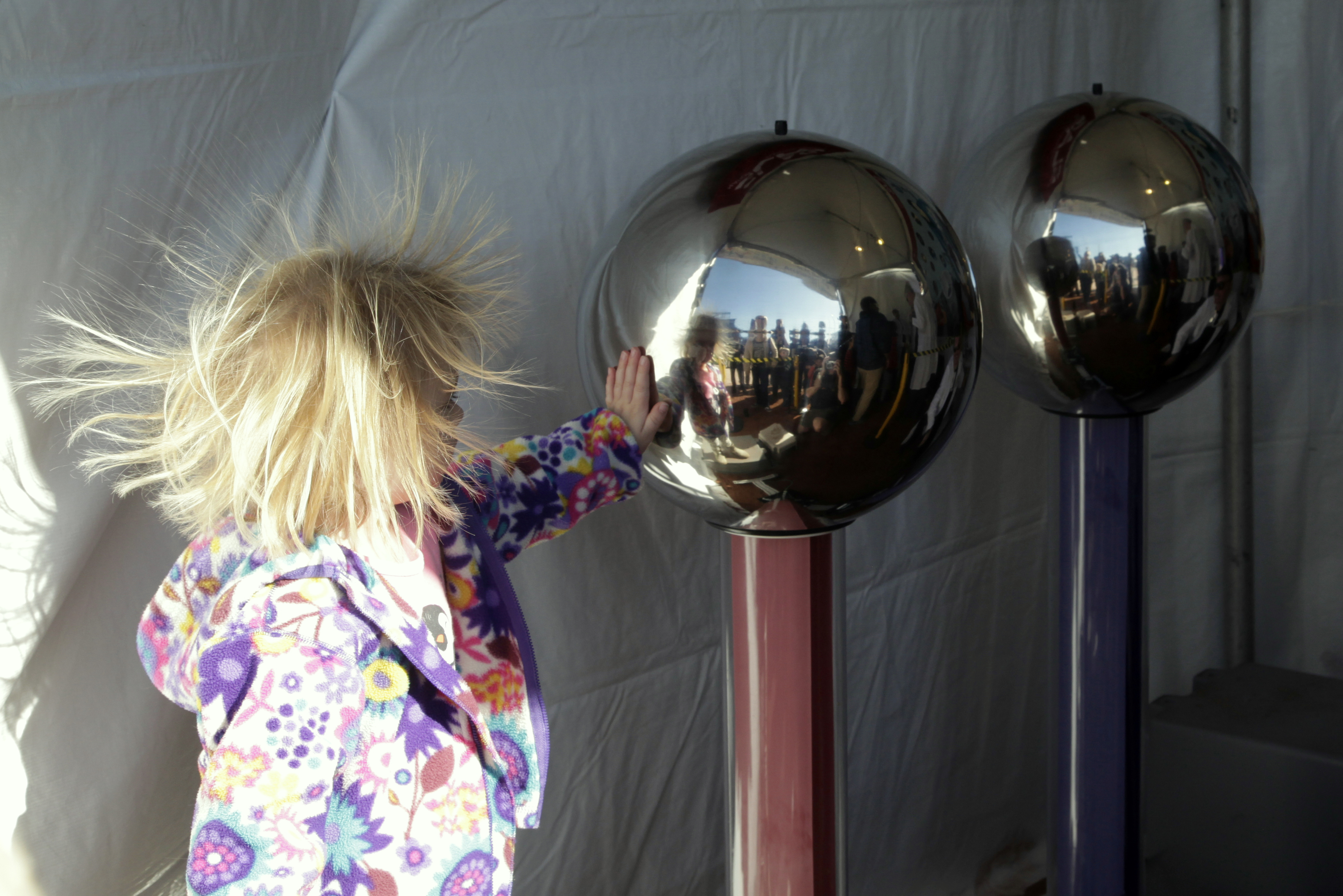
Электростатическая машина

Электростатические (индукционные) машины — это источники малых токов (редко превышающих 10 мкА) и высокого напряжения (нередко превышающего 100 кВ и доходящего до 10 МВ), в которых материальные носители электричества попарно заряжаются с помощью электростатической индукции или с помощью трибоэлектрического эффекта, а затем их разносят при помощи механических сил дальше друг относительно друга. Совершённая при этом механическая работа против действия электрических сил по разделению зарядов в пространстве преобразуется в энергию электрического поля (разность потенциалов).
Исторически первой индукционной машиной был «электрофор» А. Вольты (1775), действие которого в 1777 году объяснил И. К. Вильке.
Небольшой по размерам генератор Хольца способен зарядить лейденскую банку ёмкостью 10 нФ до напряжения 30 кВ за время порядка 30 секунд.

## Принцип действия

CU-диаграмма работы электростатической машины

Электростатические машины работают, как правило, циклически, причём их действие может быть представлено на диаграмме в осях ёмкость—напряжение (C—U). Наиболее абстрактно рассуждая, их действие состоит в механическом переносе заряда небольшими дискретными порциями от источника с низким потенциалом (возбудителя) к приёмнику-накопителю с высоким потенциалом.
Предположим, что накопитель изначально разряжен, одна из рабочих обкладок неподвижна и заземлена. Таким образом рассуждения упрощаются, потенциалы отсчитываются от заземлённой обкладки.
В точке A диаграммы на некоторую наибольшую для машины ёмкость {\displaystyle C_{1}} попадает от источника с низким потенциалом {\displaystyle U_{1}} заряд {\displaystyle q_{1}=C_{1}U_{1}}. Ёмкость эта представлят собой конденсатор с подвижными обкладками, которые начинают удаляться друг от друга, и разность потенциалов растёт. В некоторой точке одна из обкладок соединяется с высоковольтным накопителем заряда при потенциале {\displaystyle U_{2}} и при ёмкости {\displaystyle C_{2}=C_{1}{U_{1} \over U_{2}}}, начиная с точки B, заряд начинает стекать в накопитель. Стекание продолжается до точки D при наименьшей ёмкости {\displaystyle C_{3}} и постоянном потенциале {\displaystyle U_{2}} (ёмкость накопителя велика по сравнению с {\displaystyle C_{3}}). Таким образом, в накопитель отправляется порция заряда {\displaystyle \delta q=(q_{1}-q_{2})=(C_{2}-C_{3})U_{2}}.
В точке D подвижная обкладка с остаточным зарядом {\displaystyle q_{2}=C_{3}U_{2}} отсоединяется от накопителя и начинает движение обратно к соединению с низковольтным источником при потенциале {\displaystyle U_{1}} и, начиная от точки E, по мере роста ёмкости до {\displaystyle C_{1}} заряжается до {\displaystyle q_{1}=C_{1}U_{1}}. Цикл замкнулся, порция заряда {\displaystyle \delta q=q_{1}-q_{2}} прошла разность потенциалов {\displaystyle U_{1}-U_{2}}.
С точки зренния энергетики процесса, машина переносит во внешнюю цепь энергию от источника низкого потенциала {\displaystyle W_{1}=\delta qU_{1}} и механическую работу {\displaystyle W=\delta q(U_{2}-U_{1})}. Если {\displaystyle C_{2}\ll C_{1}} то {\displaystyle U_{2}\gg U_{1}} и {\displaystyle W_{1}\ll W}, то есть энергия получается, в основном, за счёт механической работы .

### Холостой ход
Если от источника не отбирается ток, а потери на саморазряд равны нулю (идеальный, недостижимый в реальности случай), по мере заряжания высоковольтного накопителя потенциал {\displaystyle U_{2}} будет всё время расти, и линия B—D передачи заряда в накопитель перемещаться всё выше на диаграмме и становиться всё короче, потому что величина {\displaystyle C_{3}} жёстко задана конструкцией машины, и в конце концов стянется в точку F при потенциале {\displaystyle U_{m}}. Здесь машина достигла своего предельного высокого напряжения и больше не даст.

### Работа на нагрузку
Машина принципиально не может дать во внешнюю цепь средний ток, отличающийся от {\displaystyle I={\delta q \over \Delta t}}, где {\displaystyle \Delta t} — время совершения одного цикла (это вытекает из закона сохранения заряда). В дальнейших рассуждениях предполагается, что машина не замкнута накоротко, то есть сопротивление внешней цепи достаточно велико, чтобы за время цикла высоковольтный накопитель не успевал совсем разрядиться, и напряжение {\displaystyle U_{2}} при работе машины остаётся относительно стабильным. Тогда по закону Ома, средний ток {\displaystyle I={U_{2} \over R}}. Приравняв, получим {\displaystyle {U_{2} \over R}={(C_{2}-C_{3})U_{2} \over \Delta t}}, то есть {\displaystyle R(C_{2}-C_{3})=\Delta t}. Смысл полученного выражения в том, что при данной продолжительности цикла (на практике обычно это время одного оборота подвижной системы машины) величина внешнего сопротивления однозначно определяет ёмкость {\displaystyle C_{2}} начала передачи заряда, то есть положение точки B на диаграмме и величину напряжения {\displaystyle U_{2}} (так как значение {\displaystyle C_{3}} задано конструкцией машины).
Коротко говоря, чем ниже сопротивление внешней цепи, тем ниже напряжение электростатической машины.

## Типы электростатических машин
По конструкции машины бывают: 
- с жёсткими роторами (цилиндры, диски) — машины Тёплера, Гольца, Воммельсдорфа, Уимсхёрста;
- с гибкими лентами и цепями — генератор Ван-де-Граафа, пеллетрон;
- с капельным и пылевым переносом — капельница Кельвина.
- другие.

## Особенности изоляции
Обычные машины с невысоким рабочим напряжением работают в воздухе. Для уменьшения габаритов изоляторов, высоковольтные машины могут помещаться в среду сухого газа под повышенным давлением. Существуют и вакуумированные конструкции.
Для снижения потерь на коронный разряд в конструкции машин избегают всяких углов и острий (например, генератор Ван-де-Граафа с электродом-шаром диаметром 80 см позволяет накопить потенциал до 750 кВ, после чего начинается коронный разряд).

## Применение[2]
- электростатическое осаждение: электрогазоочистка, порошковая окраска, электросепарация;
- испытание электроустановок на пробой изоляции, испытания молниезащиты;
- лекционные демонстрации в курсе физики[1];
- питание ускорителей заряженных частиц.